# زنبق رشتی
 زنبق رشتی(نام علمی: Hemerocallis fulva) نام یک گونه از سرده سوسن یک‌روزه است.
زنبق رشتی گیاهی علفی، چند ساله و خزان پذیر و بومی آسیا است. پراکندگی این گیاه از کوه‌های قفقاز و جنوب شرقی روسیه تا هیمالیا، هند، چین، تایوان، ژاپن و کره می‌باشد.
در نواحی شمالی کشور ما نیز این گیاه در کنار رودخانه‌ها دیده می‌شود. گیاه زنبق رشتی در مقابل آلودگی هوا مقاوم است و بیماری یا آفت خاصی این گیاه را تهدید نمی‌کند.
زنبق رشتی و زنبق معمولی در شکل گل‌ها متفاوت‌ند، گل‌های زنبق رشتی از پنج گلبرگ نارنجی رنگ تشکیل شده که از قسمت میانی باز می‌شوند، درحالی‌که در زنبق معمولی بعضی از گلبرگ‌ها شکل برگشته دارند.
امروزه این گیاه زینتی را به علت رنگ زیبای گل‌هایش داخل آپارتمان‌ها نیز نگهداری می‌کنند.
از این گیاه برای مرزبندی کردن، کاشت در کنار برکه‌ها و نهرها و باغهای صخره‌ای استفاده می‌شود. زنبق رشتی در ارتفاعات بین ۳۰۰ تا ۲۵۰۰ متر نیز به راحتی رشد می‌کند. زنبق رشتی ارتفاعی بین ۴۰ تا ۱۵۰ سانتی‌متر دارد.
ریشه‌های این گیاه به صورت گوشتی است.